# Bulbostylis boeckeleriana
Bulbostylis boeckeleriana är en halvgräsart som först beskrevs av Georg August Schweinfurth, och fick sitt nu gällande namn av Alan Ackerman Beetle. Bulbostylis boeckeleriana ingår i släktet Bulbostylis och familjen halvgräs.

## Underarter
Arten delas in i följande underarter:
- B. b. boeckeleriana
- B. b. transiens